# Bandera de Túnez
La bandera de Túnez es un paño de color rojo con un círculo blanco en su parte central que contiene una luna decreciente y una estrella roja de cinco puntas. Sus dimensiones son 2:3.
La bandera nacional de Túnez no ha sufrido grandes cambios desde que fue adoptada en 1831 por el bey tunecino Hassine I. La luna creciente y la estrella son símbolos tradicionales del Islam e indican que Túnez formó parte del Imperio otomano. El color rojo también fue tomado de los otomanos. La bandera nacional se recuperó con la independencia de Francia (20 de marzo de 1956), que había sido cambiada en 1881 al establecerse el dominio colonial francés.

## Simbolismo
El rojo significa la sangre luchada durante la conquista turca del país, el disco blanco significa paz, el creciente lunar y estrella es la asociación del Islam.

## Controversias
El 11 de septiembre de 2024, la Compañía Nacional de Ferrocarriles de Túnez izó la bandera de Turquía por error en vez de la de Túnez, la imagen fue difundida en internet, lo que llevó a la empresa a darse cuenta del hecho y retirar la bandera. A pesar y de la empresa dar razón de que en medio de la renovación de la bandera se filtró la del país asiático, se detuvieron a 4 personas.

## Banderas anteriores

Estandarte usado por los hafsíes (1230-1574)
Estandarte alternativo usado por los hafsíes (1230-1574)
Bandera del bey de Túnez (siglo XIV)
Bandera del Túnez otomano (1574-1705)
Bandera de la dinastía husayní (1702-1831)
Bandera del Beylicato de Túnez (1831-1881)
Bandera del protectorado francés de Túnez (1881-1959)
Bandera utilizada por algunas unidades militares con sede en el protectorado francés de Túnez.
Bandera de la Primera República tunecina (1959-1999)
Bandera de la República Árabe Islámica, de acuerdo con Tahar Belkhodja.

## Banderas similares

Bandera de Turquía